# Dům Radost

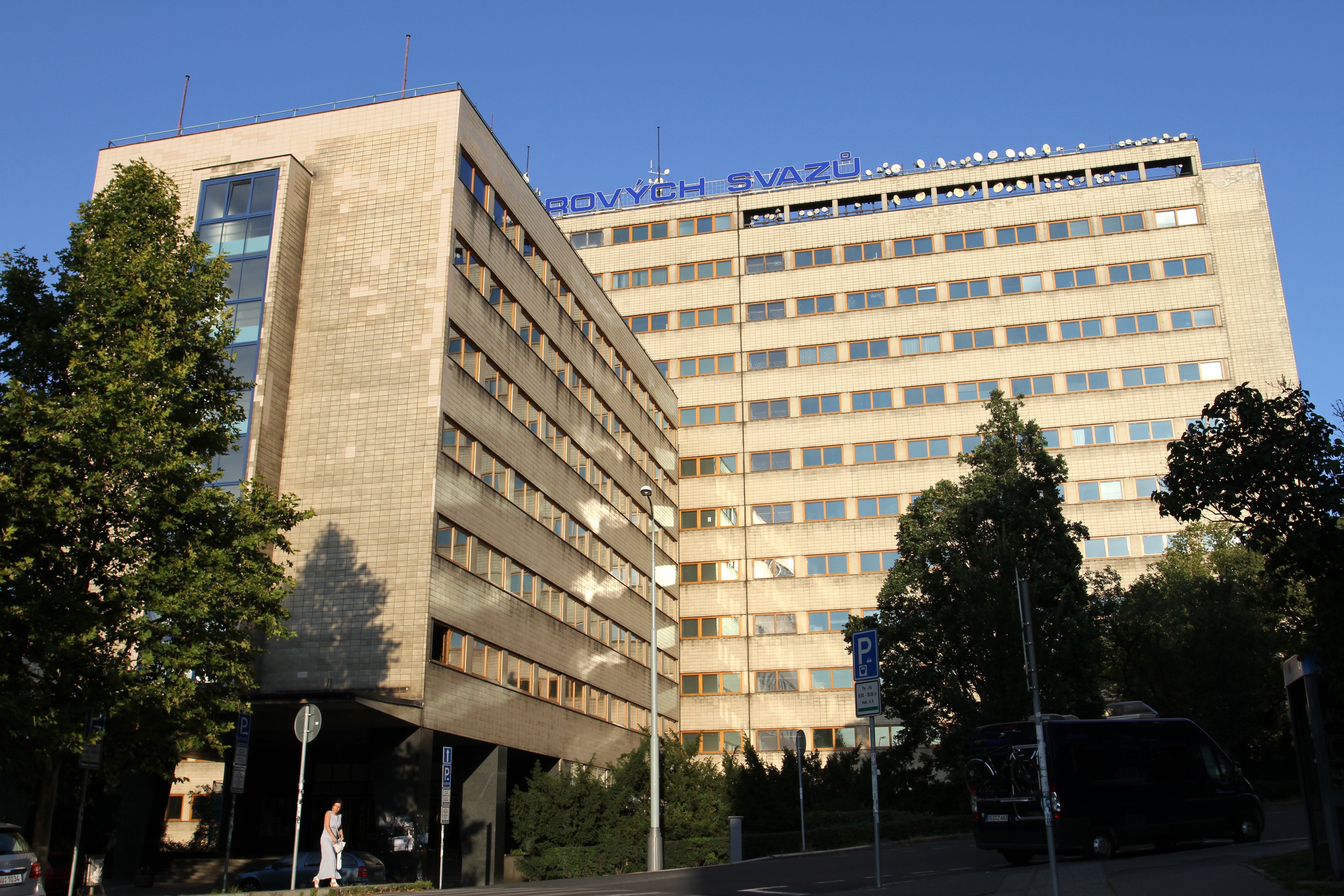
Das Haus der Gewerkschaften in Prag (2012)

Der Dům Radost (deutsch: Haus „Freude“), zuvor Dům odborových svazů (Haus der Gewerkschaften), ist ein Gebäude in Prag und befindet sich unweit des Hauptbahnhofes im Stadtteil Žižkov.

## Entstehungsgeschichte und Architektur
Das Prager Haus der Gewerkschaften ist dem Architekturstil des Funktionalismus zuzuordnen, das von 1932 bis 1934 auf dem Gelände des ehemaligen städtischen Gaswerks errichtet wurde. Entworfen wurde das Bauwerk von den Architekten Karel Honzík und Josef Havlíček. Das 52 Meter hohe Hochhaus ist an der Fassade mit Keramikplatten mit der Abmessungen 20 × 40 Zentimetern ausgekleidet. Von ihnen stammt auch der Volksname dieses Gebäudes, die Kachlíkárna. Im Gebäude wurden insgesamt 700 Büros eingerichtet, der angrenzende Flügel wurde ursprünglich für Wohnzwecke genutzt. Das gesamte Gebäude war für die 1930er-Jahre mit einem modernen Lüftungssystem und Stahlfenstern ausgestattet. Die Gesamtkosten des Baus beliefen sich auf 64 Millionen Kronen.
Im Jahr 2018 wurde das Gewerkschaftshaus von Siko aufgekauft. Der neue Eigentümer machte Teile des Gebäudes, darunter die Dachterrasse öffentlich zugänglich. Es ist geplant, das Gebäude grundlegend zu renovieren und es zum Wohnkomplex umzugestalten.